# Административно-территориальное деление Костромской области
Территория Костромской области является составной и неотъемлемой частью территории Российской Федерации и обладает внутренней целостностью.
Территория области находится в пределах границ, установленных в соответствии с Указом Президиума Верховного Совета СССР от 13 августа 1944 года № 801/1, а также Указом Президиума Верховного Совета РСФСР от 18 июля 1956 года № 713/2.
Административным центром Костромской области является город Кострома.

## Административно-территориальное устройство
Согласно Закону «Об административно-территориальном устройстве Костромской области», субъект РФ включает:
- 24 района,
- 8 городов областного значения (Буй, Волгореченск, Галич, Кострома, Мантурово, Нея, Нерехта, Шарья);
- 4 города районного значения (Кологрив Кологривского района, Макарьев Макарьевского района, Солигалич Солигаличского района, Чухлома Чухломского района)
- 7 городских посёлков (посёлков городского типа): Чистые Боры Буйского района, Кадый Кадыйского района, Красное-на-Волге Красносельского района, Поназырево Поназыревского района, Судиславль Судиславского района, Сусанино Сусанинского района, Ветлужский, находящийся в ведении города Шарья;
- 120 поселений,
- 3470 сельских населённых пунктов.

Административно-территориальное устройство Костромской области — территориальное деление области, установленное с учётом исторических и культурных традиций, хозяйственных связей, сложившейся инфраструктуры для осуществления функций государственного управления и местного самоуправления, представляющее собой систему входящих в состав области административно-территориальных и территориальных единиц.
Административно-территориальными единицами Костромской области являются:
- районы;
- поселения.

Территориальными единицами Костромской области являются населённые пункты, которые, в зависимости от статуса и категории, подразделяются на:
- городской населённый пункт;
  - город областного значения;
  - город районного значения;
  - городской посёлок (посёлок городского типа);
- сельский населённый пункт — село, деревня, посёлок, хутор, местечко, починок, погост, кордон, выселок, железнодорожная будка, железнодорожный разъезд, железнодорожная станция, железнодорожная казарма и другие виды сельских населённых пунктов.

### Районы
| №  | Название             | Население | Административный центр | Население центра | Код ОКАТО |
| -- | -------------------- | --------- | ---------------------- | ---------------- | --------- |
| 1  | Антроповский район   | ↘5296     | пос. Антропово         | ↘3182            | 34 202    |
| 2  | Буйский район        | ↘9035     | г. Буй                 | ↘20 564          | 34 204    |
| 3  | Вохомский район      | ↘6948     | пос. Вохма             | ↘3928            | 34 206    |
| 4  | Галичский район      | ↘6661     | г. Галич               | ↘12 856          | 34 208    |
| 5  | Кадыйский район      | ↘6137     | пгт Кадый              | ↘3102            | 34 210    |
| 6  | Кологривский район   | ↘4370     | г. Кологрив            | ↘2468            | 34 212    |
| 7  | Костромской район    | ↘42 407   | г. Кострома            | ↘264 952         | 34 214    |
| 8  | Красносельский район | ↘16 148   | пгт Красное-на-Волге   | ↘6950            | 34 216    |
| 9  | Макарьевский район   | ↗11 393   | г. Макарьев            | ↘5463            | 34 218    |
| 10 | Мантуровский район   | ↘3852     | г. Мантурово           | ↘13 043          | 34 220    |
| 11 | Межевской район      | ↘2995     | село Георгиевское      | ↗2767            | 34 222    |
| 12 | Нейский район        | ↘ 2585    | г. Нея                 | ↘7816            | 34 224    |
| 13 | Нерехтский район     | ↘ 9293    | г. Нерехта             | ↘19 977          | 34 226    |
| 14 | Октябрьский район    | ↘3478     | село Боговарово        | ↗2450            | 34 228    |
| 15 | Островский район     | ↘9110     | пос. Островское        | ↘4218            | 34 230    |
| 16 | Павинский район      | ↘3115     | село Павино            | ↗3067            | 34 232    |
| 17 | Парфеньевский район  | ↘4515     | село Парфеньево        | ↗2963            | 34 234    |
| 18 | Поназыревский район  | ↗6612     | пгт Поназырево         | ↗4127            | 34 236    |
| 19 | Пыщугский район      | ↘3484     | село Пыщуг             | ↗3376            | 34 238    |
| 20 | Солигаличский район  | ↘7937     | г. Солигалич           | ↘5534            | 34 240    |
| 21 | Судиславский район   | ↘11 034   | пгт Судиславль         | ↘4158            | 34 242    |
| 22 | Сусанинский район    | ↘5714     | пгт Сусанино           | ↘3008            | 34 244    |
| 23 | Чухломский район     | ↘8101     | г. Чухлома             | ↘4252            | 34 246    |
| 24 | Шарьинский район     | ↘7522     | г. Шарья               | ↘20 439          | 34 248    |

## Муниципальное устройство
В рамках муниципального устройства области, в границах административно-территориальных единиц Костромской области всего образовано 159 муниципальных образований (по состоянию на 1 января 2019 года):
- 6 городских округов,
- 23 муниципальных района, включающих
  - 12 городских поселений,
  - 118 сельских поселений.

Муниципальные округа появились в 2021 году.
По состоянию на 1 июня 2021 года:
- 6 городских округов,
- 4 муниципальных округа,
- 19 муниципальных района, включающих
  - 10 городских поселений,
  - 97 сельских поселений.

| год                   | 2006 | 2007 | 2008 | 2009 | 2010 | 2011 | 2012 | 2013 | 2014 | 2015 | 2016 | 2017 | 2018 | 2019 | 2020 |
| муниципальных районов |      |      | 24   | 24   | 24   | 24   | 24   | 24   | 24   | 24   | 24   | 24   | 24   | 23   | 23   |
| городских округов     |      |      | 6    | 6    | 6    | 6    | 6    | 6    | 6    | 6    | 6    | 6    | 6    | 6    | 6    |
| городских поселений   |      |      | 12   | 12   | 12   | 12   | 12   | 12   | 12   | 12   | 12   | 12   | 12   | 12   | 12   |
| сельских поселений    |      |      | 261  | 261  | 261  | 156  | 144  | 138  | 137  | 137  | 136  | 136  | 134  | 118  | 116  |
| всего                 |      |      | 303  | 303  | 303  | 198  | 186  | 180  | 179  | 179  | 178  | 178  | 176  | 159  | 157  |

### Муниципальные районы, муниципальные и городские округа
| №         | Название                         | Флаг | Герб | Площадь, км² | Население, чел. | Админ. центр         | Население центра |
| --------- | -------------------------------- | ---- | ---- | ------------ | --------------- | -------------------- | ---------------- |
| 1e-06     | Муниципальные районы             |      |      |              |                 |                      |                  |
| 1         | Антроповский район               |      |      | 2 461,60     | ↘5296           | пос. Антропово       | ↘3182            |
| 2         | Буйский район                    |      |      | 3 248        | ↘9035           | г. Буй               | ↘20 564          |
| 3         | Вохомский район                  |      |      | 3 379,12     | ↘6948           | пос. Вохма           | ↘3928            |
| 4         | Галичский район                  |      |      | 2 810,52     | ↘6661           | г. Галич             | ↘12 856          |
| 5         | Кадыйский район                  |      |      | 2 190        | ↘6137           | пгт Кадый            | ↘3102            |
| 6         | Костромской район                |      |      | 2 032,38     | ↘42 407         | г. Кострома          | ↘264 952         |
| 7         | Красносельский район             |      |      | 950          | ↘16 148         | пгт Красное-на-Волге | ↘6950            |
| 8         | Макарьевский район               |      |      | 4 850        | ↗11 393         | г. Макарьев          | ↘5463            |
| 9         | город Нерехта и Нерехтский район |      |      | 1 140        | ↘29 270         | г. Нерехта           | ↘19 977          |
| 10        | Октябрьский район                |      |      | 1 861,89     | ↘3478           | село Боговарово      | ↗2450            |
| 11        | Островский район                 |      |      | 2 446        | ↘9110           | пос. Островское      | ↘4218            |
| 12        | Павинский район                  |      |      | 1 600        | ↘3115           | село Павино          | ↗3067            |
| 13        | Поназыревский район              |      |      | 2 080        | ↗6612           | пгт Поназырево       | ↗4127            |
| 14        | Пыщугский район                  |      |      | 1 918,83     | ↘3484           | село Пыщуг           | ↗3376            |
| 15        | Солигаличский район              |      |      | 3 070        | ↘7937           | г. Солигалич         | ↘5534            |
| 16        | Судиславский район               |      |      | 1 528,15     | ↘11 034         | пгт Судиславль       | ↘4158            |
| 17        | Сусанинский район                |      |      | 1 050        | ↘5714           | пгт Сусанино         | ↘3008            |
| 18        | Чухломский район                 |      |      | 3 660        | ↘8101           | г. Чухлома           | ↘4252            |
| 19        | Шарьинский район                 |      |      | 3 993,56     | ↘7522           | г. Шарья             | ↘20 439          |
| 19.000002 | Муниципальные округа             |      |      |              |                 |                      |                  |
| 20        | Кологривский                     |      |      | 3 533,41     | ↘4370           | г. Кологрив          | ↘2468            |
| 21        | Межевской                        |      |      | 2 178        | ↘2995           | село Георгиевское    | ↗2767            |
| 22        | Нейский                          |      |      | 2 657        | ↘10 401         | г. Нея               | ↘7816            |
| 23        | Парфеньевский                    |      |      | 2 468,78     | ↘4515           | село Парфеньево      | ↗2963            |
| 23.000003 | Городские округа                 |      |      |              |                 |                      |                  |
| 24        | город Кострома                   |      |      | 144,5        | ↘264 952        | г. Кострома          | ↘264 952         |
| 25        | город Буй                        |      |      | 21,2         | ↘20 564         | г. Буй               | ↘20 564          |
| 26        | город Волгореченск               |      |      | 17,83        | ↘14 370         | г. Волгореченск      | ↘14 355          |
| 27        | город Галич                      |      |      | 16,5         | ↘12 856         | г. Галич             | ↘12 856          |
| 28        | город Мантурово                  |      |      | 2 683        | ↘15 889         | г. Мантурово         | ↘15 889          |
| 29        | город Шарья                      |      |      | 44,30        | ↘30 739         | г. Шарья             | ↘20 439          |

### Городские и сельские поселения
Городам и посёлкам городского типа как административно-территориальным единицам области соответствуют муниципальные образования в статусе городского поселения (кроме городов, образующих муниципальные образования в статусе городского округа вне состава муниципальных районов). Поселениям как административно-территориальным единицам области, как правило, соответствуют муниципальные образования со статусом сельского поселения, реже со статусом городского поселения; границы поселений районов, которым на муниципальном уровне соответствуют городские или муниципальные округа, устанавливаются отдельными законами. Городские поселения выделены жирным шрифтом.

#### Антроповский район
1. Антроповское сельское поселение
2. Котельниковское сельское поселение
3. Палкинское сельское поселение
4. Просекское сельское поселение

Законом Костромской области от 22 июня 2010 года № 626-4-ЗКО, 6 июля 2010 года были преобразованы, путём их объединения::
- Бедринское, Курновское и Понизовское сельские поселения — в Курновское сельское поселение с административным центром в посёлке Антропово;
- Котельниковское, Михайловское, Пеньковское и Трифоновское сельские поселения — в Котельниковское сельское поселение с административным центром в деревне Котельниково;
- Палкинское и Словинское сельские поселения — в Палкинское сельское поселение с административным центром в селе Палкино.

Законом Костромской области от 16 июля 2018 года № 411-6-ЗКО были преобразованы, путём их объединения, Антроповское и Крутовское сельские поселения — в Антроповское сельское поселение с административным центром в посёлке Антропово.

#### Буйский район
1. посёлок Чистые Боры
2. Барановское сельское поселение
3. Центральное сельское поселение

Законом Костромской области от 22 октября 2009 года № 525-4-ЗКО, Боровское, Воскресенское, Гавриловское, Гагаринское, Дорское, Дьяконовское, Елегинское, Каплинское, Контеевское, Корёжское, Кренёвское, Куриловское, Ликургское, Лужковское, Пилятинское, Романцевское, Талицкое и Шушкодомское сельские поселения объединены в Центральное сельское поселение, с административным центром в деревне Малое Молочное.

#### Вохомский район
1. Бельковское сельское поселение
2. Воробьёвицкое сельское поселение
3. Вохомское сельское поселение
4. Лапшинское сельское поселение
5. Петрецовское сельское поселение
6. Тихоновское сельское поселение

Законом Костромской области от 22 июня 2010 года № 626-4-ЗКО, объединены:
- Бельковское, Обуховское, Согорское и Сосновское сельские поселения — в Бельковское сельское поселение с административным центром в деревне Бельково;
- Заветлужское, Малораменское и Петрецовское сельские поселения — в Петрецовское сельское поселение с административным центром в селе Никола;
- Лапшинское и Маручатское сельские поселения — в Лапшинское сельское поселение с административным центром в селе Лапшино;
- Воробьёвицкое и Семёновское сельские поселения — в Воробьёвицкое сельское поселение с административным центром в посёлке Воробьёвица.

Законом Костромской области от 30 мая 2019 года N 555-6-ЗКО объединены:
- Воробьёвицкое сельское поселение и Тихоновское сельское поселение — в Воробьёвицкое сельское поселение с административным центром в посёлке Воробьёвица.

#### Галичский район
1. Берёзовское сельское поселение
2. Дмитриевское сельское поселение
3. Лопарёвское сельское поселение
4. Ореховское сельское поселение
5. Степановское сельское поселение

Законом Костромской области от 22 октября 2009 года № 525-4-ЗКО, Берёзовское и Муравьищенское сельские поселения объединены в Берёзовское сельское поселение с административным центром в селе Берёзовец.
Законом Костромской области от 22 июня 2010 года № 626-4-ЗКО, объединены:
- Дмитриевское, Кабановское, Красильниковское, Пронинское и Чёлсменское сельские поселения — в Дмитриевское сельское поселение с административным центром в городе Галич;
- Костомское, Ореховское и Унорожское сельские поселения — в Ореховское сельское поселение с административным центром в селе Орехово;
- Толтуновское и Степановское сельские поселения — в Степановское сельское поселение с административным центром в деревне Степаново.

#### Кадыйский район
1. посёлок Кадый
2. Вешкинское сельское поселение
3. Екатеринкинское сельское поселение
4. Завражное сельское поселение
5. Паньковское сельское поселение
6. Селищенское сельское поселение
7. Столпинское сельское поселение
8. Чернышевское сельское поселение

Законом Костромской области от 10 декабря 2009 года № 549-4-ЗКО, объединены:
- Екатеринкинское и Низкусинское сельские поселения — в Екатеринкинское сельское поселение с административным центром в деревне Екатеринкино;
- Ведровское и Столпинское сельские поселения — в Столпинское сельское поселение с административным центром в селе Столпино;
- Лубянское и Чернышевское сельское поселение — в Чернышевское сельское поселение с административным центром в селе Чернышево.

#### Костромской район
1. Апраксинское сельское поселение
2. Бакшеевское сельское поселение
3. Караваевское сельское поселение
4. Кузнецовское сельское поселение
5. Кузьмищенское сельское поселение
6. Минское сельское поселение
7. Никольское сельское поселение
8. Самсоновское сельское поселение
9. Сандогорское сельское поселение
10. Середняковское сельское поселение
11. Сущёвское сельское поселение
12. Чернопенское сельское поселение
13. Шунгенское сельское поселение

Законом Костромской области от 28 декабря 2012 года № 324-5-ЗКО, Котовское и Кузнецовское сельские поселения объединены в Кузнецовское сельское поселение с административным центром в селе Кузнецово.

#### Красносельский район
1. посёлок Красное-на-Волге
2. Боровиковское сельское поселение
3. Гридинское сельское поселение
4. Захаровское сельское поселение
5. Подольское сельское поселение
6. Прискоковское сельское поселение
7. Сидоровское сельское поселение
8. Чапаевское сельское поселение
9. Шолоховское сельское поселение

#### Макарьевский район
1. город Макарьев
2. Горчухинское сельское поселение
3. Нежитинское сельское поселение
4. Николо-Макаровское сельское поселение
5. Унженское сельское поселение
6. Усть-Нейское сельское поселение

Законом Костромской области от 8 декабря 2010 года № 13-5-ЗКО, объединены:
- Унженское, Княжевское и Сивковское сельские поселения — в Унженское сельское поселение с административным центром в городе Макарьев;
- Красногорское, Юркинское, Усть-Нейское и Нижне-Нейское сельские поселения — в Усть-Нейское сельское поселение с административным центром в деревне Якимово;
- Николо-Макаровское и Вознесенское сельские поселения — в Николо-Макаровское сельское поселение с административным центром в селе Николо-Макарово;
- Горчухинское, Первомайское, Юровское и Дорогининское сельские поселения — в Горчухинское сельское поселение с административным центром в посёлке Горчуха.

Законом Костромской области от 16 июля 2018 года № 405-6-ЗКО были преобразованы, путём их объединения, Унженское и Шемятинское сельские поселения — в Унженское сельское поселение с административным центром в городе Макарьеве.
Законом Костромской области от 21 мая 2021 года № 91-7-ЗКО к 31 мая 2021 года преобразованы, путём их объединения, Тимошинское сельское поселение и Унженское сельские поселения — в Унженское сельское поселение с административным центром в городе Макарьеве.

#### Город Нерехта и Нерехтский район
1. город Нерехта
2. Воскресенское сельское поселение
3. Ёмсненское сельское поселение
4. Волжское сельское поселение
5. Пригородное сельское поселение

Законом Костромской области от 22 октября 2009 года № 525-4-ЗКО, объединены:
- Воскресенское, Космынинское и Тетеринское сельские поселения — в Воскресенское сельское поселение с административным центром в деревне Бабаево;
- Григорцевское, Лавровское, Марьинское и Фёдоровское сельские поселения — в Пригородное сельское поселение с административным центром в городе Нерехта;
- Владычневское, Татарское и Хомутовское сельские поселения — в Волжское сельское поселение с административным центром в деревне Татарское;
- Армёнское, Ёмсненское и Лужковское сельские поселения — в Ёмсненское сельское поселение с административным центром в селе Ёмсна.

#### Октябрьский район
1. Луптюгское сельское поселение
2. Новинское сельское поселение
3. Покровское сельское поселение

Законом Костромской области от 29 марта 2010 года № 601-4-ЗКО, Забегаевское, Новинское и Стариковское сельские поселения объединены в Новинское сельское поселение с административным центром в селе Боговарово.
Законом Костромской области от 18 мая 2015 года № 681-5-ЗКО, Власовское и Новинское сельские поселения объединены в Новинское сельское поселение с административным центром в селе Боговарово.
Законом Костромской области от 21 мая 2021 года № 89-7-ЗКО к 31 мая 2021 года преобразованы, путём их объединения, Соловецкое и Покровское сельские поселения — в Покровское сельское поселение с административным центром в селе Боговарово.

#### Островский район
1. Адищевское сельское поселение
2. Клеванцовское сельское поселение
3. Островское сельское поселение
4. Островское (центральное) сельское поселение

Законом Костромской области от 10 декабря 2009 года № 549-4-ЗКО, Александровское и Заборское сельские поселения объединены в Александровское сельское поселение с административным центром в посёлке Александровское.
Законом Костромской области от 11 февраля 2010 года № 575-4-ЗКО, объединены:
- Адищевское и Ивашевское сельские поселения — в Адищевское сельское поселение с административным центром в селе Адищево;
- Островское, Хомутовское и Юрьевское сельские поселения — в Островское сельское поселение с административным центром в посёлке Островское;
- Клеванцовское, Ломкинское и Дымницкое сельские поселения — в Клеванцовское сельское поселение с административным центром в деревне Клеванцово.

Законом Костромской области от 16 июля 2018 года № 413-6-ЗКО были преобразованы, путём их объединения, Александровское, Игодовское и Островское сельские поселения — в Островское сельское поселение с административным центром в деревне Гуляевка.

#### Павинский район
1. Крутогорское сельское поселение
2. Леденгское сельское поселение
3. Петропавловское сельское поселение

Законом Костромской области от 13 апреля 2012 года № 211-5-ЗКО, Доброумовское, Медведицкое и Павинское сельские поселения преобразованы, путём объединения, в Павинское сельское поселение с административным центром в селе Павино.
Законом Костромской области от 20 апреля 2019 года № 543-6-ЗКО к Павинскому сельскому поселению присоединено Крутогорское сельское поселение.

#### Поназыревский район
1. посёлок Поназырево
2. Полдневицкое сельское поселение
3. Хмелёвское сельское поселение
4. Якшангское сельское поселение

Законом Костромской области от 22 июня 2010 года № 626-4-ЗКО, Горловское, Гудковское и Хмелёвское сельские поселения объединены в Хмелёвское сельское поселение с административным центром в селе Хмелёвка.

#### Пыщугский район
1. Верхнеспасское сельское поселение
2. Головинское сельское поселение
3. Пыщугское сельское поселение

Законом Костромской области от 22 июня 2010 года № 626-4-ЗКО, Воздвиженское, Михайловицкое и Пыщугское сельские поселения объединены в Пыщугское сельское поселение с административным центром в селе Пыщуг.
Законом Костромской области от 16 июля 2018 года № 407-6-ЗКО были преобразованы, путём их объединения, Носковское и Пыщугское сельские поселения — в Пыщугское сельское поселение с административным центром в селе Пыщуг.

#### Солигаличский район
1. город Солигалич
2. Бурдуковское сельское поселение
3. Корцовское сельское поселение
4. Лосевское сельское поселение
5. Первомайское сельское поселение
6. Солигаличское сельское поселение

Законом Костромской области от 22 октября 2009 года № 525-4-ЗКО, объединены:
- Верхне-Березовецкое и Первомайское сельские поселения — в Первомайское сельское поселение с административным центром в деревне Оглоблино;
- Жилинское и Корцовское сельские поселения — в Корцовское сельское поселение с административным центром в селе Корцово;
- Бурдуковское и Высоковское сельские поселения — в Бурдуковское сельское поселение с административным центром в деревне Бурдуково.

Законом Костромской области от 16 июля 2018 года № 409-6-ЗКО были преобразованы, путём их объединения, Васильевское, Куземинское и Солигаличское сельские поселения — в Солигаличское сельское поселение с административным центром в городе Солигалич.

#### Судиславский район
1. посёлок Судиславль
2. Воронское сельское поселение
3. Расловское сельское поселение
4. Судиславское сельское поселение

Законом Костромской области от 22 июня 2010 года № 626-4-ЗКО, объединены:
- Глебовское, Судиславское и Фадеевское сельские поселения — в Судиславское сельское поселение с административным центром в посёлке Судиславль;
- Грудкинское, Долматовское, Калинковское, Михайловское и Расловское сельские поселения — в Расловское сельское поселение с административным центром в посёлке Раслово;
- Воронское и Свозовское сельские поселения — в Воронское сельское поселение с административным центром в селе Воронье.

#### Сусанинский район
1. посёлок Сусанино
2. Андреевское сельское поселение
3. Буяковское сельское поселение
4. Северное сельское поселение
5. Сумароковское сельское поселение
6. Сокиринское сельское поселение
7. Ченцовское сельское поселение

Законом Костромской области от 22 июня 2010 года № 626-4-ЗКО, объединены:
- Буяковское, Григоровское и Ломышкинское сельские поселения — в Буяковское сельское поселение с административным центром в селе Буяково;
- Головинское, Меленковское и Сокиринское сельские поселения — в Сокиринское сельское поселение с административным центром в деревне Сокирино;
- Медведковское и Северное сельские поселения — в Северное сельское поселение с административным центром в селе Северное;
- Попадьинское и Сумароковское сельские поселения — в Сумароковское сельское поселение с административным центром в селе Сумароково.

#### Чухломский район
1. город Чухлома
2. Ножкинское сельское поселение
3. Петровское сельское поселение
4. Повалихинское сельское поселение
5. Судайское сельское поселение
6. Чухломское сельское поселение
7. Шартановское сельское поселение

Законом Костромской области от 22 июня 2010 года № 626-4-ЗКО, объединены:
- Беловское и Чухломское сельские поселения — в Чухломское сельское поселение с административным центром в деревне Тимофеевское;
- Краснонивское и Повалихинское сельские поселения — в Повалихинское сельское поселение с административным центром в деревне Повалихино;
- Нагорское, Тормановское и Судайское сельские поселения — в Судайское сельское поселение с административным центром в селе Судай;
- Ножкинское и Фёдоровское сельские поселения — в Ножкинское сельское поселение с административным центром в селе Ножкино.

Законом Костромской области от 16 июля 2018 года № 415-6-ЗКО были преобразованы, путём их объединения, Панкратовское и Шартановское сельские поселения — в Шартановское сельское поселение с административным центром в деревне Ильинское.

#### Шарьинский район
1. Зебляковское сельское поселение
2. Ивановское сельское поселение
3. Конёвское сельское поселение
4. Одоевское сельское поселение
5. Троицкое сельское поселение
6. Шангское сельское поселение
7. Шекшемское сельское поселение

Законом Костромской области от 22 октября 2009 года № 525-4-ЗКО, 10 ноября 2009 года были преобразованы, путём их объединения Головинское и Матвеевское сельские поселения — в Головинское сельское поселение с административным центром в селе Головино.
Законом Костромской области от 22 июня 2010 года № 626-4-ЗКО, 6 июля 2010 года были преобразованы, путём их объединения:
- Берзихинское, Ивановское, Катунинское, Печёнкинское, Поляшовское, Майтихинское и Марутинское сельские поселения — в Ивановское сельское поселение с административным центром в селе Рождественское;
- Кривячское, Пищёвское и Шангское сельские поселения — в Шангское сельское поселение с административным центром в селе Николо-Шанга.

Законом Костромской области от 24 апреля 2017 года № 229-6-ЗКО, 6 мая 2017 года были преобразованы, путём их объединения, Варакинское и Шекшемское сельские поселения — в Шекшемское сельское поселение с административным центром в посёлке Шекшема.
Законом Костромской области от 20 июня 2018 года № 393-6-ЗКО, были преобразованы, путём их объединения, Головинское и Шангское сельские поселения — в Шангское сельское поселение с административным центром в посёлке Николо-Шанга.
Законом Костромской области от 19 февраля 2021 года Заболотское сельское поселение было упразднено и включено в Зебляковское сельское поселение.

#### Городские и сельские поселения упразднённых муниципальных районов

##### Кологривский район
1. город Кологрив
2. Илешевское сельское поселение
3. Ильинское сельское поселение
4. Ужугское сельское поселение

Законом Костромской области от 22 июня 2010 года № 626-4-ЗКО, объединены:
- Городское поселение город Кологрив и Тодинское сельское поселение — в городское поселение город Кологрив;
- Высоковское и Ильинское сельские поселения — в Ильинское сельское поселение с административным центром в селе Ильинское;
- Илешевское, Понговское и Черменинское сельские поселения — в Илешевское сельское поселение с административным центром в деревне Овсяниково.

Законом Костромской области от 27 ноября 2018 года № 478-6-ЗКО были преобразованы, путём их объединения, Суховерховское сельское поселение и городское поселение город Кологрив — в городское поселение город Кологрив. На административном уровне границы Суховерховского поселения совпадали с границами муниципального образования городского поселения города Кологрива, административный центр поселения находится в деревне Суховерхово.
Законом Костромской области от 21 мая 2021 года № 90-7-ЗКО Кологривский муниципальный район и входящие в его состав городское и сельские поселения преобразованы к 31 мая 2021 года в Кологривский муниципальный округ.

##### Мантуровский район
1. Знаменское сельское поселение
2. Леонтьевское сельское поселение
3. Октябрьское сельское поселение
4. Подвигалихинское сельское поселение
5. Самыловское сельское поселение

Законом Костромской области от 22 октября 2009 года № 525-4-ЗКО, Гусевское и Подвигалихинское сельские поселения объединены в Подвигалихинское сельское поселение с административным центром в деревне Подвигалиха.
Законом Костромской области от 13 апреля 2012 года № 212-5-ЗКО, объединены:
- Гаврилковское и Подвигалихинское сельские поселения — в Подвигалихинское сельское поселение с административным центром в деревне Подвигалиха;
- Медведицкое и Знаменское сельские поселения — в Знаменское сельское поселение с административным центром в деревне Знаменка;
- Угорское и Леонтьевское сельские поселения — в Леонтьевское сельское поселение с административным центром в деревне Леонтьево;
- Роговское и Октябрьское сельские поселения — в Октябрьское сельское поселение с административным центром в посёлке Октябрьский.

К 1 января 2019 года муниципальный район был упразднён, а все входившие в его состав сельские поселения с городским округом города Мантурово были объединены в новое единое муниципальное образование городской округ город Мантурово.

##### Межевской район
1. Георгиевское сельское поселение
2. Никольское сельское поселение
3. Родинское сельское поселение
4. Советское сельское поселение

Законом Костромской области от 22 июня 2010 года № 626-4-ЗКО, Алешковское, Георгиевское, Петровское, Петушихское и Селинское сельские поселения объединены в Георгиевское сельское поселение с административным центром в селе Георгиевское.
Законом Костромской области от 26 апреля 2021 года № 76-7-ЗКО к 7 мая 2021 года Межевской район и входящие в его состав сельские поселения были преобразованы в Межевской муниципальный округ.

##### Город Нея и Нейский район
1. город Нея
2. Еленское сельское поселение
3. Коткишевское сельское поселение
4. Кужбальское сельское поселение
5. Михалевское сельское поселение
6. Номженское сельское поселение
7. Солтановское сельское поселение
8. Тотомицкое сельское поселение

Законом Костромской области от 8 декабря 2010 года № 14-5-ЗКО, объединены:
- Ёлкинское, Обелевское и Солтановское сельские поселения — в Солтановское сельское поселение с административным центром в селе Солтаново;
- Кужбальское и Фуфаевское сельские поселения — в Кужбальское сельское поселение с административным центром в селе Кужбал.

Законом Костромской области от 20 июня 2018 года № 395-6-ЗКО, были преобразованы, путём их объединения, Вожеровское и Кужбальское сельские поселения — в Кужбальское сельское поселение с административным центром в посёлке Кужбал.
Законом Костромской области от 18 марта 2021 года № 65-7-ЗКО, муниципальный район город Нея и Нейский район и входившие в его состав городское поселение город Нея и сельские поселения к 29 марта 2021 года были преобразованы в Нейский муниципальный округ.

##### Парфеньевский район
1. Матвеевское сельское поселение
2. Николо-Поломское сельское поселение
3. Парфеньевское сельское поселение

Законом Костромской области от 29 марта 2010 года № 601-4-ЗКО, 13 апреля 2010 года были преобразованы, путём их объединения:
- Аносовское, Парфеньевское и Ширское сельские поселения — в Парфеньевское сельское поселение с административным центром в селе Парфеньево;
- Задоринское и Николо-Поломское сельские поселения — в Николо-Поломское сельское поселение с административным центром в посёлке Николо-Полома;
- Матвеевское и Савинское сельские поселения — в Матвеевское сельское поселение с административным центром в селе Матвеево.

Законом Костромской области от 11 июля 2017 года № 271-6-ЗКО, 24 июля 2017 года были преобразованы, путём их объединения, Потрусовское и Парфеньевское сельские поселения — в Парфеньевское сельское поселение с административным центром в селе Парфеньево.
Законом Костромской области от 26 апреля 2021 года № 77-7-ЗКО к 7 мая 2021 года Парфеньевский район и входящие в его состав сельские поселения были преобразованы в Парфеньевский муниципальный округ.

## История районов
Костромская область была образована Указом Президиума Верховного Совета СССР 13 августа 1944 года. В неё вошли: город Кострома, Антроповский, Буйский, Галичский, Костромской, Красносельский, Нейский, Нерехтский, Ореховский, Палкинский, Парфеньевский, Солигаличский, Судайский, Судиславский, Сусанинский и Чухломский районы, выделившиеся из состава Ярославской области; Кадыйский, Макарьевский и Семеновский районы — из Ивановской области; город Шарья, Ивановский, Кологривский, Мантуровский, Межевской, Пыщугский и Шарьинский районы — из Горьковской области; Вохомский и Павинский районы — из Вологодской области.
В 1945 году были образованы Боговаровский, Игодовский и Поназыревский районы.
В 1948 году, в связи со 125-летием со дня рождения великого русского драматурга А. Н. Островского, Семеновский район был переименован в Островский.
В 1957 году был упразднён Игодовский район, в 1959 году — Ивановский, Ореховский и Антроповский районы.
В 1963—1964 годах в области были образованы 15 сельских и 1 промышленный район.
В декабре 1964 года существование промышленных и сельских районов было отменено и вновь создан 21 район: Буйский, Вохомский, Галичский, Кадыйский, Кологривский, Костромской, Макарьевский, Мантуровский, Межевской, Нейский, Нерехтский, Островский, Палкинский, Парфеньевский, Поназыревский, Пыщугский, Солигаличский, Судиславский, Сусанинский, Чухломский и Шарьинский.
В 1966 году были образованы Красносельский, Октябрьский и Павинский районы, а Палкинский переименован в Антроповский.
В 1994—1995 годах в ходе реформы местного самоуправления в Костромской области были сформированы муниципальные образования: 24 района и 6 городов.
В 1999 году город Нерехта и Нерехтский район объединились в одно муниципальное образование.
В 2003 году был принят новый Федеральный закон «Об общих принципах организации местного самоуправления в Российской Федерации». Он предполагает существование нескольких видов муниципальных образований: городское поселение, сельское поселение, муниципальный район, городской округ. Согласно проекту закона Костромской области «О статусе и административных центрах муниципальных образований в Костромской области» на территории региона планировалось 8 городских округов (Буй, Волгореченск, Галич, Кострома, Мантурово, Нерехта, Нея, Шарья); 10 городских поселений (Кологрив, Макарьев, Солигалич, Чухлома, Кадый, Красное-на-Волге, Поназырево, Судиславль, Сусанино, Чистые Боры); 24 муниципальных района (Антроповский, Буйский, Галичский, Кадыйский, Кологривский, Костромской, Красносельский, Макарьевский, Мантуровский, Межевской, Нерехтский, Нейский, Октябрьский, Островский, Павинский, Парфеньевский, Поназыревский, Пыщугский, Солигаличский, Судиславский, Сусанинский, Чухломский, Шарьинский); 270 сельских поселений.